# Uli Stielike
Uli Stielike (Ketsch, 1954. november 15. –) nyugatnémet válogatott, Európa-bajnok német labdarúgó, középpályás, hátvéd, majd edző. Egyike azon kevés játékosoknak, akik mind a három európai kupa döntőjében, világbajnoki és Európa-bajnoki döntőben is szerepeltek.

## Pályafutása

### Klubcsapatban

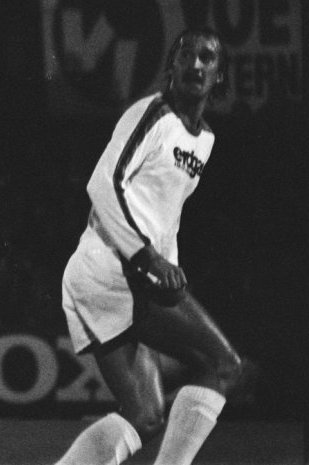
Stielike 1976-ban a Borussia Mönchengladbach mezében

1962-ben az SpVgg 06 Ketsch csapatában kezdte a labdarúgást. Már nyugatnémet ifjúsági válogatott volt 1972-ben, amikor a Borussia Mönchengladbach szerződtette. A Borussiával háromszoros bajnok és egyszeres kupagyőztes lett. 1975-ben UEFA-kupa győztes, 1977-ben BEK-döntős volt a csapattal. 1977-ben Spanyolországba szerződött, a Real Madridhoz. Az első három idényében bajnok lett a csapattal és egyszer lett spanyol kupagyőztes. A Real Madriddal mind a három európai kupa döntőjébe eljutott, de csak az UEFA-kupa győzelem sikerült utolsó madridi szezonjában, 1985-ben a Videoton ellen. 1985 és 1988 között a svájci Neuchâtel Xamax együttesében játszott, ahol kétszeres bajnok lett. 1988-ban fejezte be az aktív labdarúgást.

### A válogatottban
1972-73-ban 16-szoros ifjúsági, 1973 és 1975 között tízszeres amatőr válogatott volt. Amatőr válogatottként három gólt szerzett. 1975 és 1984 között 42 alkalommal szerepelt a nyugatnémet válogatottban és három gólt szerzett. Tagja volt 1980-as Európa-bajnok csapatnak. 1982-ben a spanyolországi világbajnokságon ezüstérmet szerzett a válogatottal.

### Edzőként

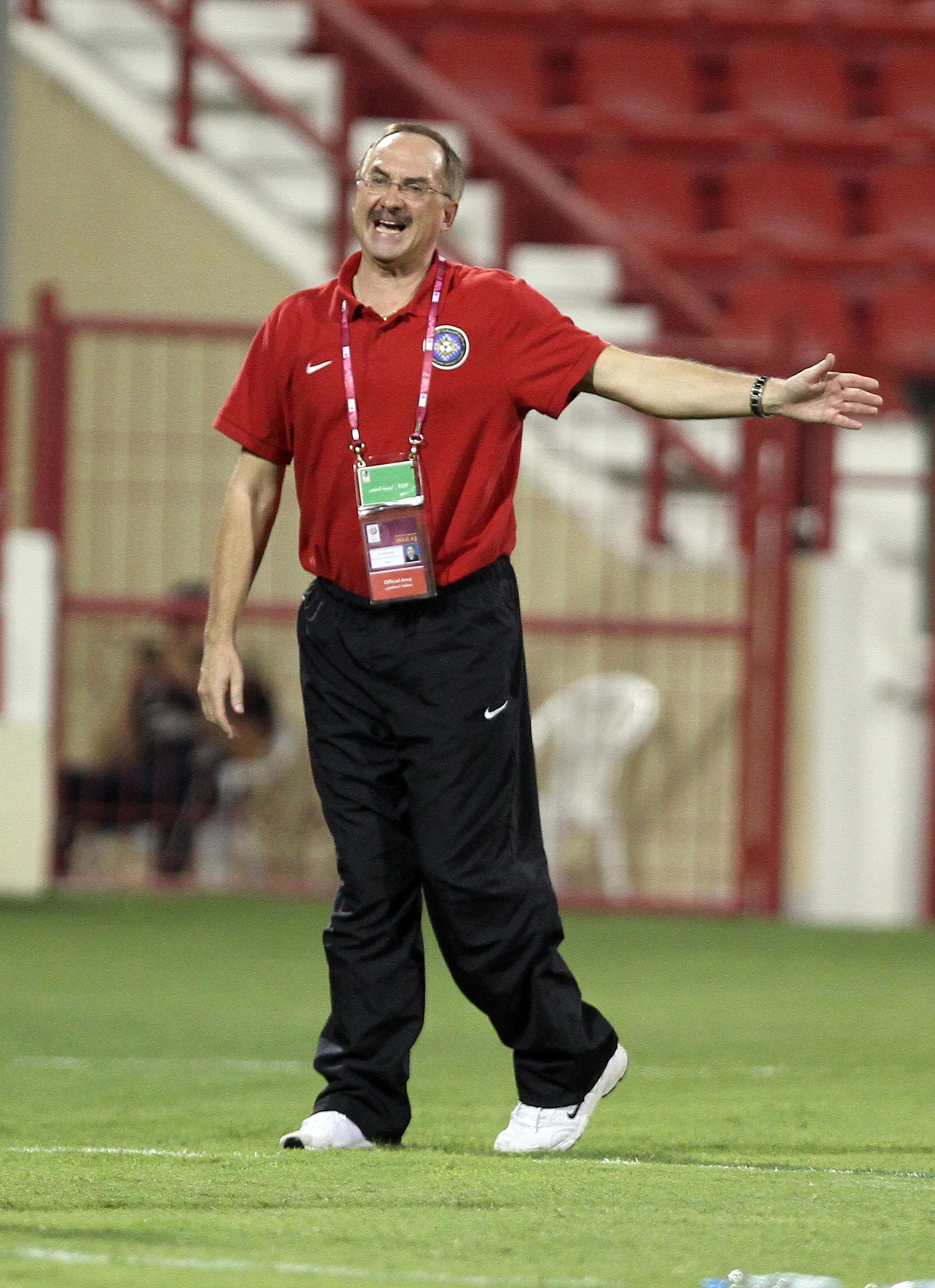
Steilike 2012-ben

1989 és 1991 között a svájc válogatott szövetségi kapitánya volt Paul Wolfisberg után. 1992 és 1994 között korábbi klubja a Neuchâtel Xamax edzőjeként dolgozott. 1994-ben hazatért és a Waldhof Mannheim csapatánál tevékenykedett, de 1996-ban már a spanyol UD Almería vezetőedzője volt.
1998 és 2006 között a német ifjúsági válogatottnál dolgozott különböző korosztályokkal. 1998 és 2000 között az első csapatnál Erich Ribbeck segítője volt. A kudarccal végződő 2000-es Európa-bajnokság után távozott az első csapattól és visszatért az ifjúsági válogatotthoz.
2006. szeptember 14-én írta alá a szerződést az elefántcsontparti válogatott szakmai irányítására. 2008. január 7-én fia egészségi állapotának súlyosbodása miatt kénytelen volt lemondani. Február 1-jén fia, Michael Stielike 23 évesen elhunyt.
2008 május 31-én a svájci FC Sion szerződtette, de november 3-án már felmondtak neki. 2008 és 2014 között Katarban dolgozott a el-Arabí és az esz-Szaílija csapatainál.
2017 szeptemberében a kínai Tiencsin Teda vezetőedzője lett.

## Sikerei, díjai

### Játékosként
NSZK
- Világbajnokság
  - ezüstérmes: 1982, Spanyolország
- Európa-bajnokság
  - Európa-bajnok: 1980, Olaszország

 Borussia Mönchengladbach
- Nyugatnémet bajnokság (Bundesliga)
  - bajnok: 1974–75, 1975–76, 1976–77
- Nyugatnémet kupa (DFP-Pokal)
  - győztes: 1973
- Bajnokcsapatok Európa-kupája (BEK)
  - döntős: 1976–77
- UEFA-kupa
  - győztes: 1974–75

 Real Madrid CF
- Spanyol bajnokság (La Liga)
  - bajnok (3): 1977–78, 1978–79, 1979–80
  - a legjobb külföldi játékos (a Don Balón szaklap szerint): 1977–78, 1978–79, 1979–80, 1980–81
- Spanyol kupa (Copa del Rey)
  - győztes (2): 1980, 1982
- Spanyol ligakupa (Copa de la Liga)
  - győztes: 1985
- Bajnokcsapatok Európa-kupája (BEK)
  - döntős: 1980–81
- Kupagyőztesek Európa-kupája (KEK)
  - döntős: 1982–83
- UEFA-kupa
  - győztes: 1984–85

 Neuchâtel Xamax
- Svájci bajnokság (Nationalliga A)
  - bajnok: 1986–87, 1987–88